# Косткевич Олександр Іпполітович
Олександр Іпполітович Косткевич (1 лютого 1865, Київська губернія — 10 січня 1922, Київ) — український лікар-терапевт, професор Київського медичного інституту. Батько лікаря Георгія Косткевича.

## Біографія
Випускник медичного факультету Університету святого Володимира 1889 року. Був одним з учнів професора Євгена Афансьєва
Працював лікарем у Кирилівській лікарні. Був серед засновників Лікарні Цесаревича Миколи для чорноробів 1894 року. У період з 1896 до 1906 року був головним лікарем цієї лікарні, а з 1907 року — консультантом з внутрішніх хвороб.
1897 року захистив дисертацію на ступінь доктора медицини, одним з його опонентів (цензорів) був Іван Павлов, іншими — Степан Костюрін та Микола Чистович. Дисертацію було виконано в лабораторії професора Карла Гейбеля.
У 1899—1900 роках стажувався в клініках Берліна та Гайдельберга.
У 1920—1921 роках був викладачем Київського інституту народного господарства. У 1920—1922 роках був професором кафедри діагностики внутрішніх хвороб Київського медичного інституту. Працював також консультантом лікарської служби Південно-Західної залізниці.
З 1915 року читав курс лекцій у Олександрівській лікарні. У 1920—1921 роках читав також лекції в Лікарні для чорноробів.
Помер у січні 1922 року. У некролозі в празькому двотижневику «Нова Україна» Олександра Косткевича названо популярним лікарем та професором внутрішньої медицини Українського Університету. Похований на Лук'яновському цвинтарі в Києві, ділянка №21.

## Наукові праці
- Косткевич А. И. Материалы к изучению влияния Apocynini amorphi Merck'a на кровообращение у холоднокровных и теплокровных животных и жидкой вытяжки конопельного тайника при водянках сердечного происхождения. — СПб., 1898. — 107 с.
- Косткевич А. И. О токсических явлениях при развитии и всасывании водянок сердечного происхождения , «Русский врач» , 1903 , No 50